# 東方三博士の礼拝

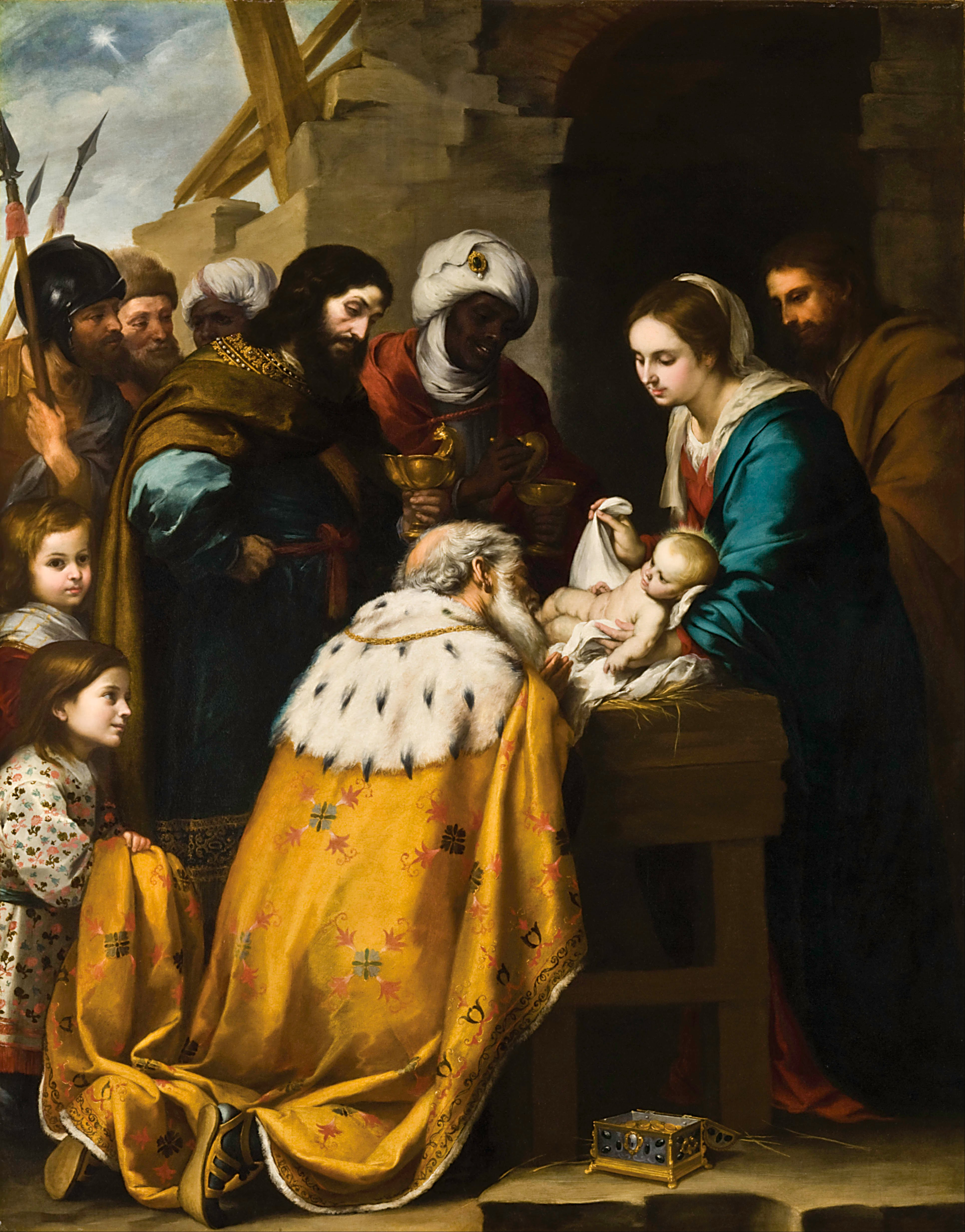
『東方三博士の礼拝』 バルトロメ・エステバン・ムリーリョ

東方三博士の礼拝（とうほうさんはかせのれいはい、英語: Adoration of the Magi）は、キリスト教のイエス誕生の主題の名前である。マギの礼拝、三王礼拝 とも呼ばれる。
描かれている物語の詳細については東方の三博士を参照。

## 芸術

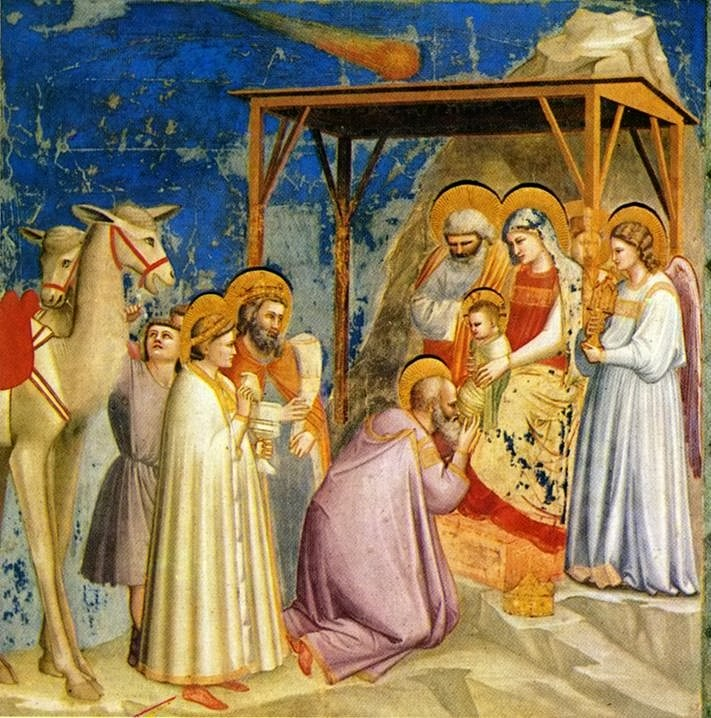
『東方三博士の礼拝』ジョット、1305年頃
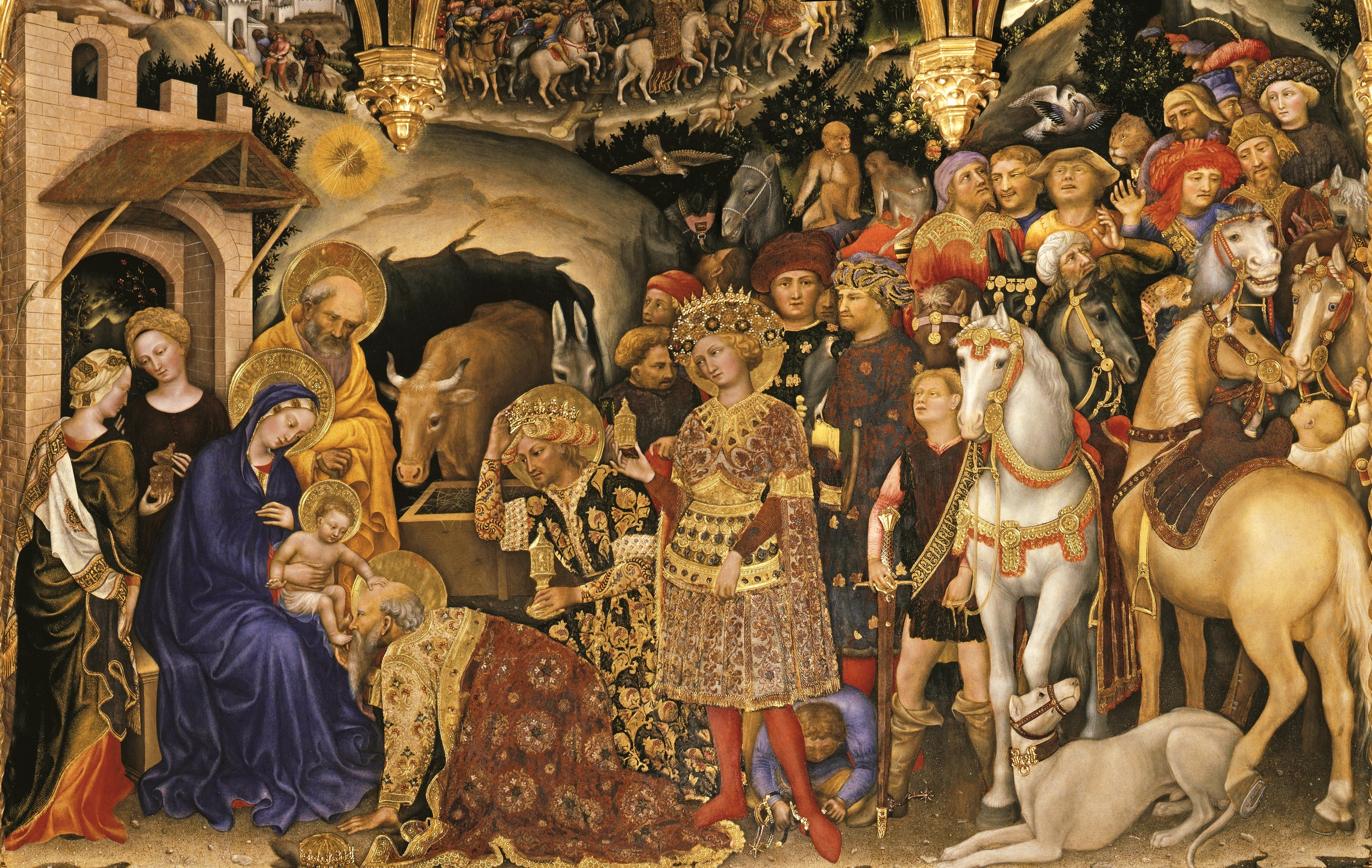
『東方三博士の礼拝』 ジェンティーレ・ダ・ファブリアーノ、1423年
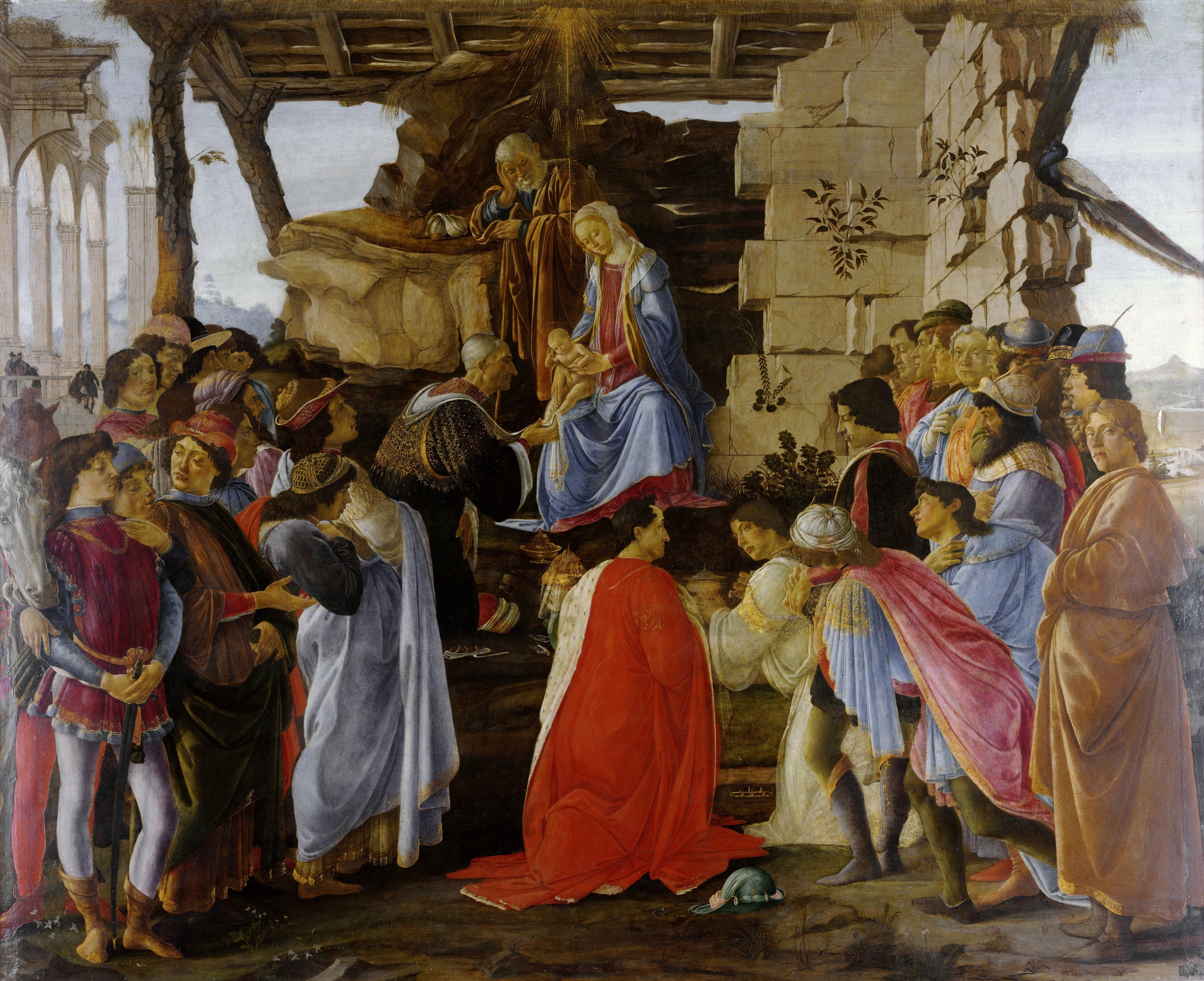
『東方三博士の礼拝』ボッティチェリ、1475年
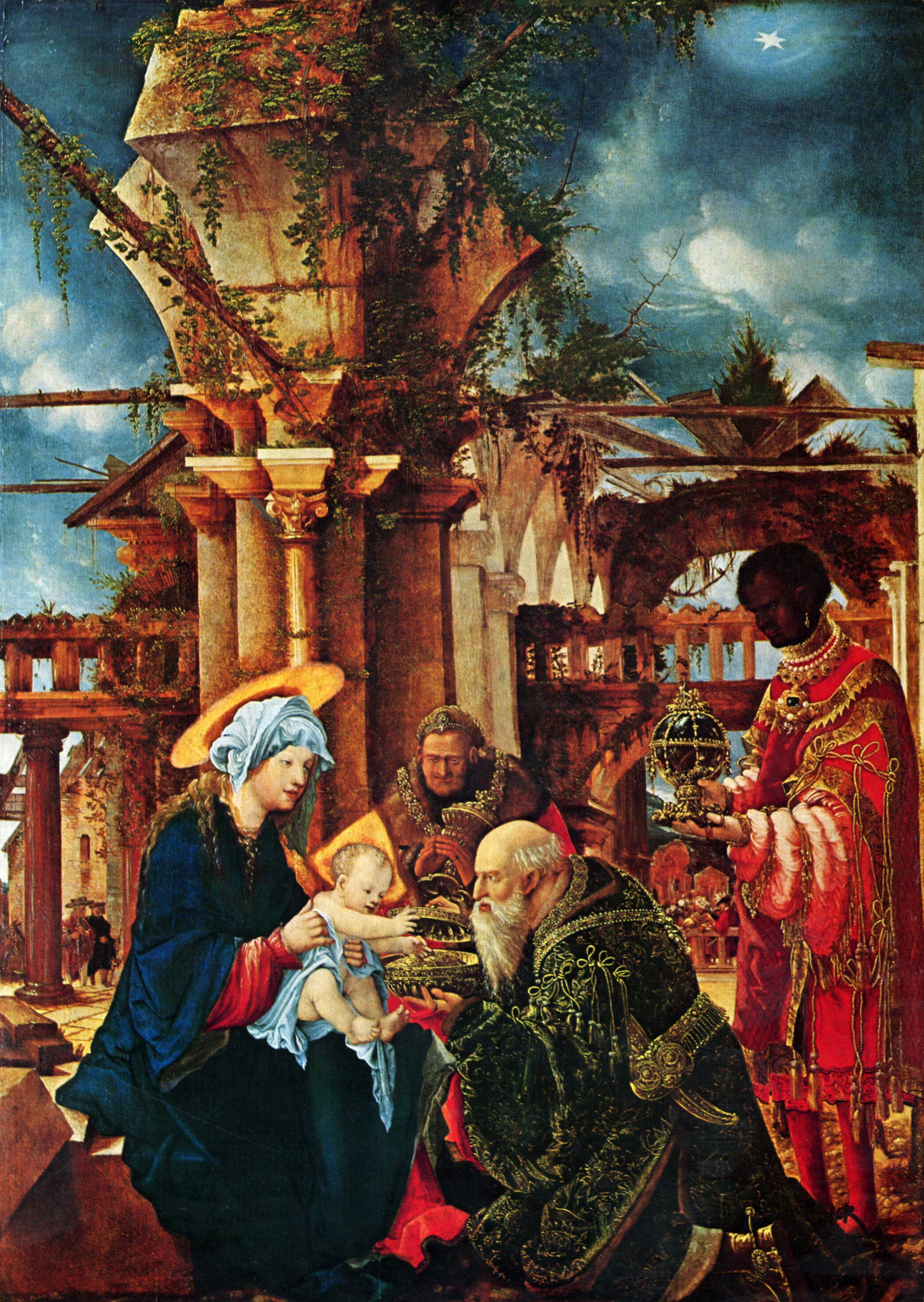
『東方三博士の礼拝』アルブレヒト・アルトドルファー、1530-35年
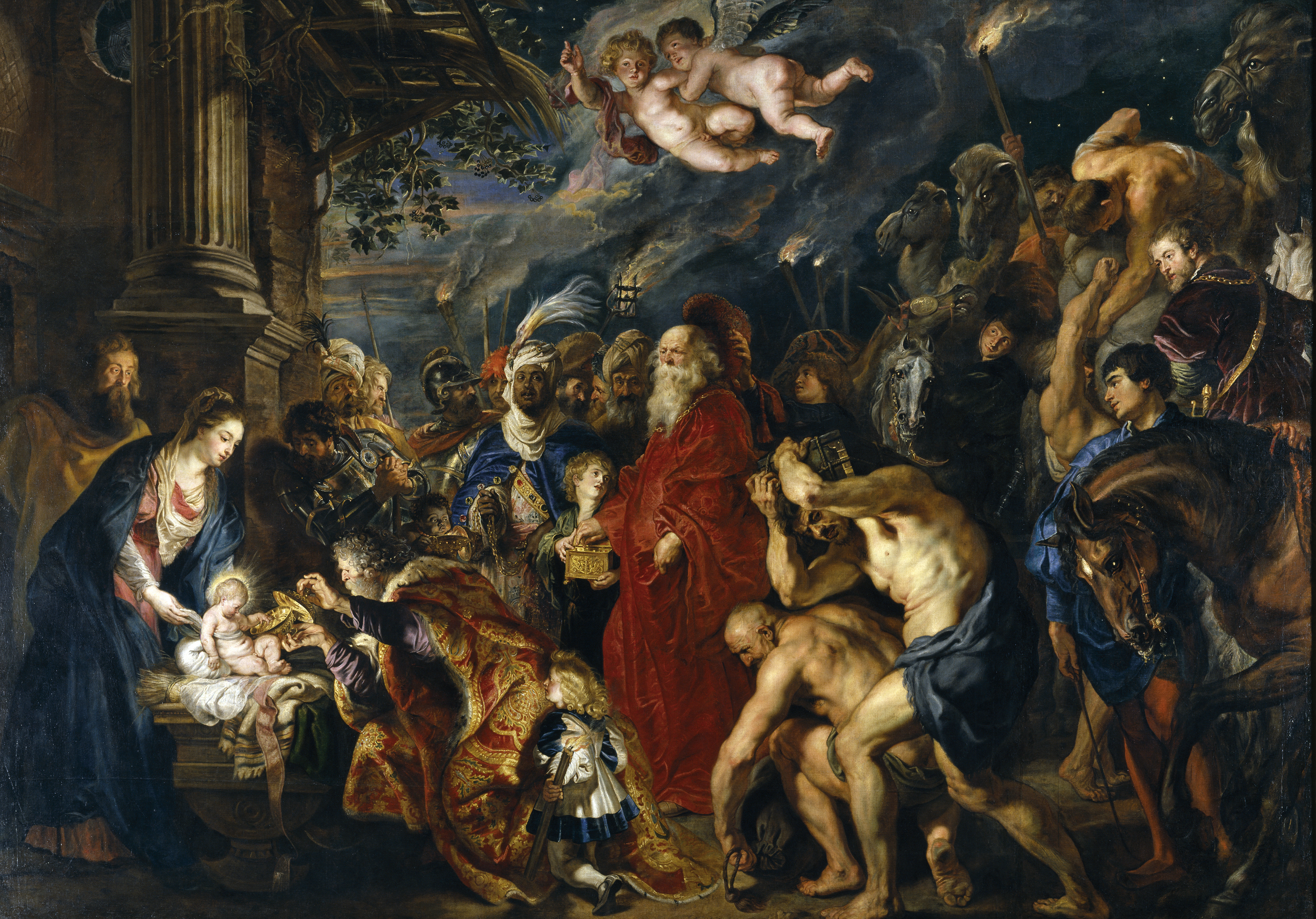
『東方三博士の礼拝』ピーテル・パウル・ルーベンス、1609年
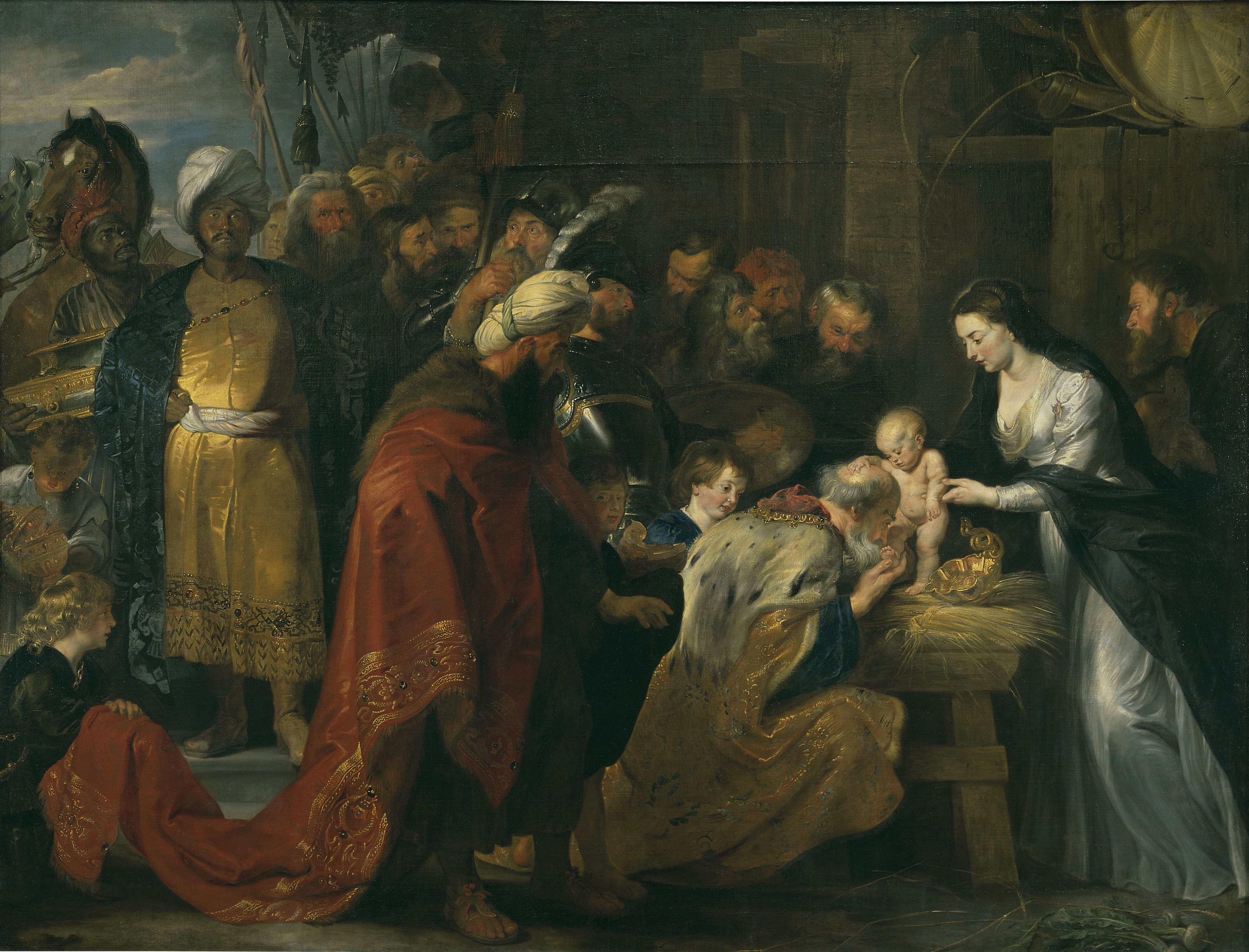
『東方三博士の礼拝』ピーテル・パウル・ルーベンス、1617-18年
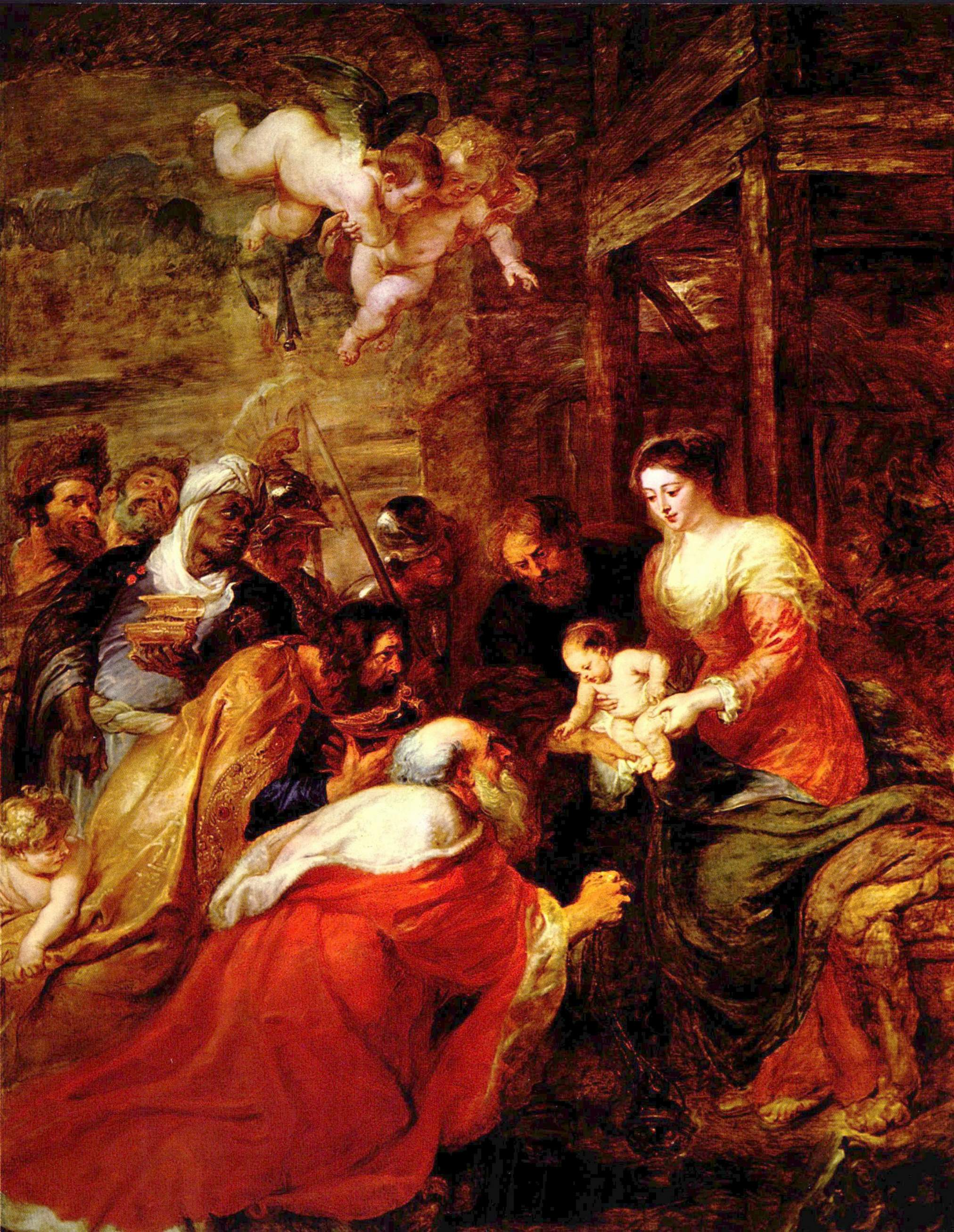
『東方三博士の礼拝』ピーテル・パウル・ルーベンス、1634年
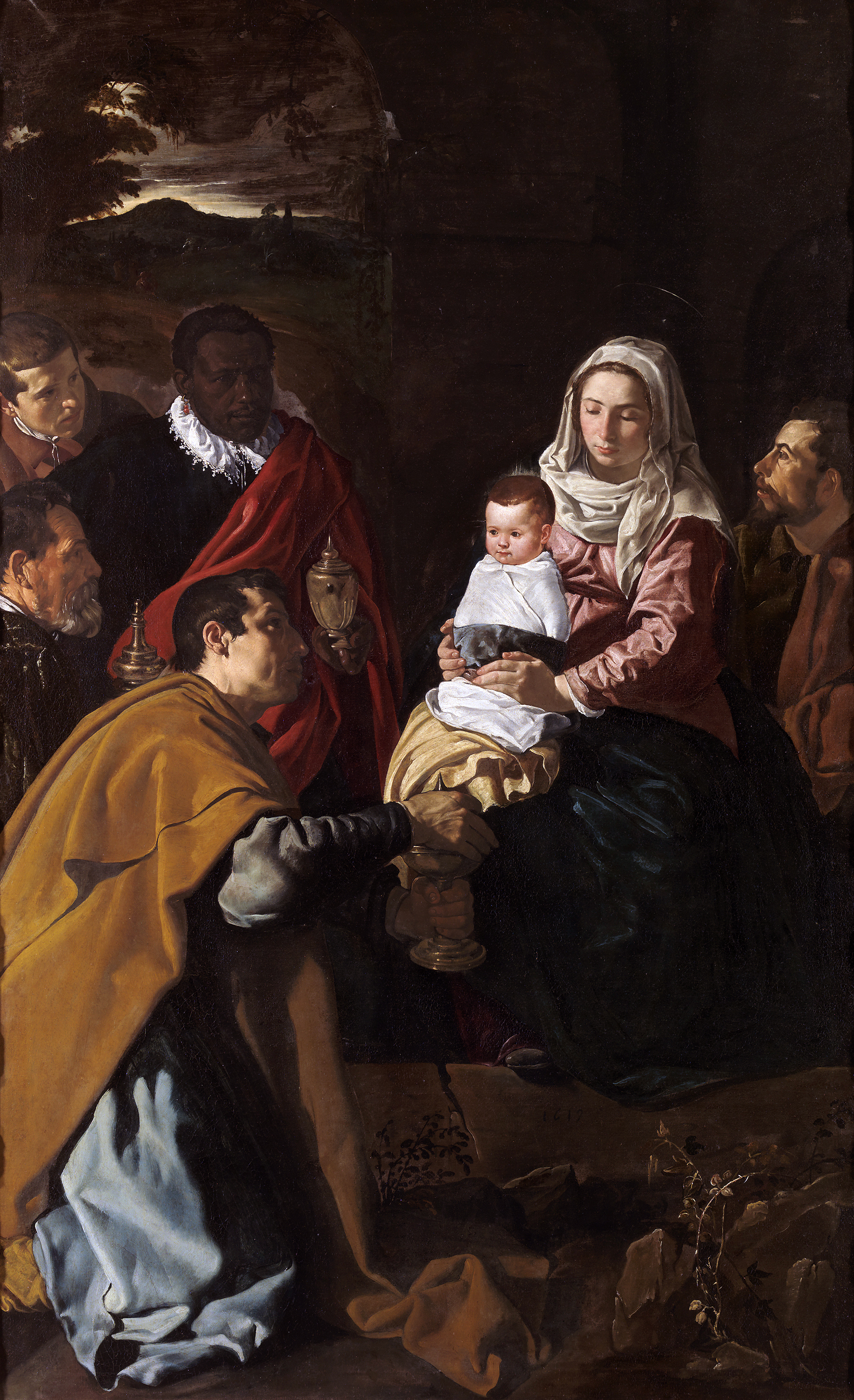
『東方三博士の礼拝』ディエゴ・ベラスケス、1619年
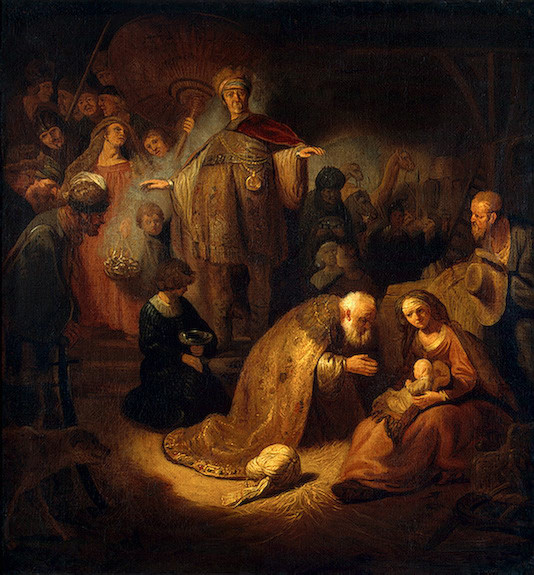
『東方三博士の礼拝』レンブラント・ファン・レイン、1632年
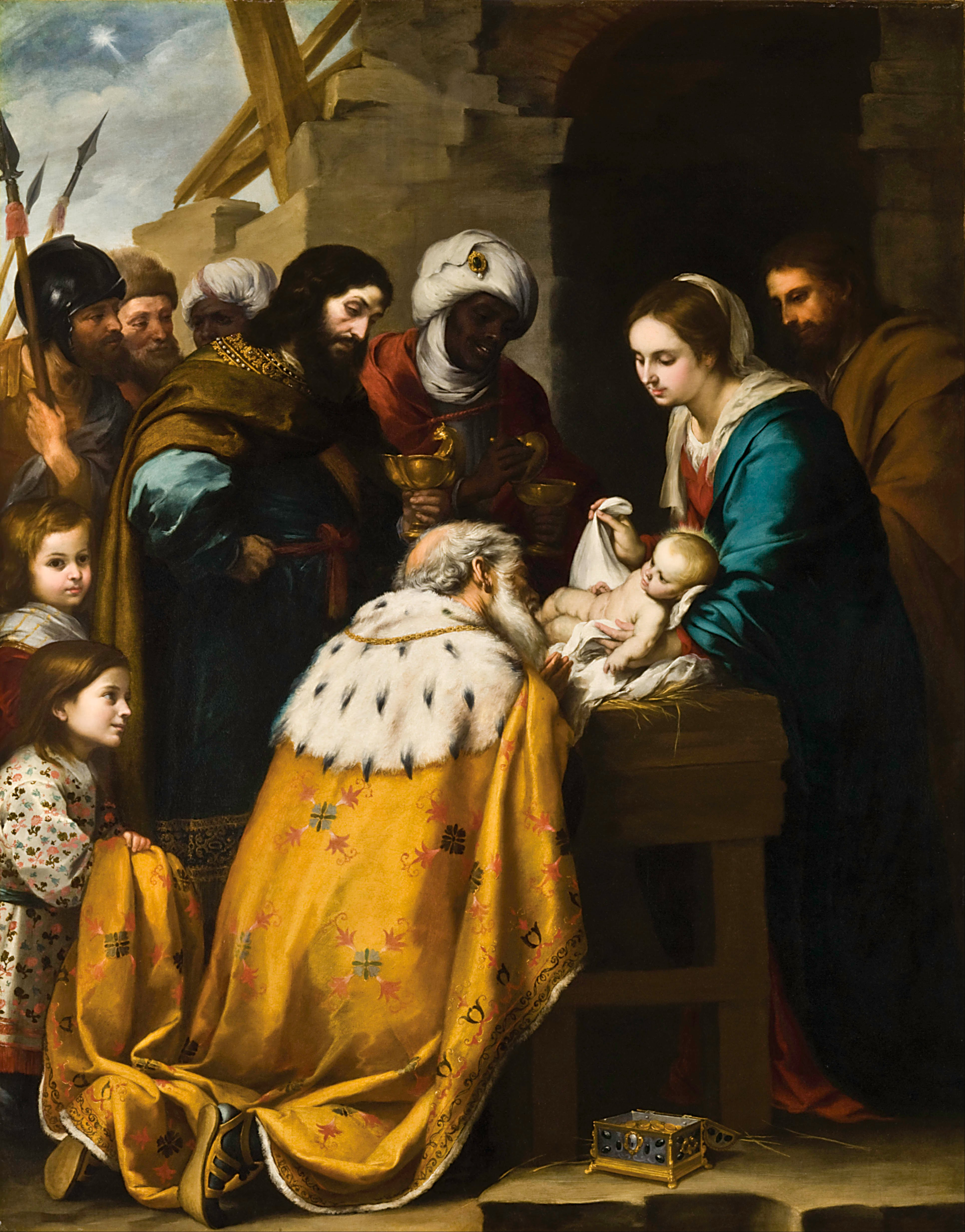
『東方三博士の礼拝』バルトロメ・エステバン・ムリーリョ、17世紀